# Mörschwang
Mörschwang är en ort och kommun i Österrike. Den ligger i distriktet Ried im Innkreis i förbundslandet Oberösterreich, 220 kilometer väster om huvudstaden Wien. 
Kommunen består av nio orter (Ortschaften) (inom parentes invånarantal 1 januari 2024):

- Forsthub (29)
- Greifing (13)
- Großmurham (17)
- Moosböck (12)
- Mühlberg (85)
- Mörschwang (135)
- Möslwimm (15)
- Rottenberg (7)
- Schalchham (21)